# جان ميشيل لاند
جان ميشيل لاند (بالفرنسية: Jean Michel N'Lend) (8 مايو 1986 بياوندي في الكاميرون - ) هو لاعب كرة قدم كاميروني في مركز الهجوم. لعب مع النادي الفيصلي وشانغهاي غرينلاند شينهوا ومولودية وهران ونادي الشرطة ونادي الفتح الرياضي وLiaoning F.C. ‏ ونادي داك 1904 دونيسكا ستريدا.

## روابط خارجية
- جان ميشيل لاند على موقع اتحاد تركيا (لاعب) (الإنجليزية)
- جان ميشيل لاند على موقع قاعدة بيانات كرة القدم.إي يو (الإنجليزية)
- جان ميشيل لاند على موقع Soccerway.com (الإنجليزية)
- جان ميشيل لاند على موقع عالم كرة القدم.نت (الإنجليزية)